# おかしなおかしな成金大作戦
『おかしなおかしな成金大作戦』（おかしなおかしななりきんだいさくせん、英語: Million Dollar Mystery、別題 Money Mania）は、1987年に制作されたアメリカ合衆国の映画で、グラッド＝ロックのブランド・バッグとのタイアップによる宣伝付きで公開された。本作は、リチャード・フライシャー監督にとって最後の長編映画となった。配役は、「アメリカの新しいコミック・タレント (America's new comic talent)」たちが登場するアンサンブル・キャストによっている。本作は、スタンリー・クレイマー監督の『おかしなおかしなおかしな世界』に多くの示唆を得ている。
この映画のいくつかの場面は、ユタ州のグレン・キャニオンで撮映された。
スタントマンのダー・ロビンソンは、1986年11月21日に、スタントを試みた際に、バイクで崖から転落して死亡した。

## あらすじ
アリゾナ州のダイナーに、初老の紳士シドニー・プレストン（トム・ボズリ）が現れるが、カウンターについた彼は、にわかに心臓発作に襲われる。死に際に彼は、とある橋に400万ドルを隠している、と言い残した。実は彼は、400万ドルの報酬を受け取ったリビアのスパイで、FBIから追われる身だった。ダイナーに居合わせた客たちや、経営者の一家は、隠された現金を探す宝探しの騒動を展開することになる。...

## キャスト
- トム・ボズリ - Sidney Preston
- エディ・ディーゼン（英語版） - Rollie
- ウェンディ・シャーマン (Wendy Sherman) - Lollie
- リック・オーバートン（英語版） - Stuart Briggs
- モナ・ライデン (Mona Lyden) - Barbara Briggs
- ダグラス・エマーソン - Howie Briggs
- ロイス・D・アップルゲイト（英語版） - Tugger
- パム・マットソン (Pam Matteson) - Dotty
- ダニエル・マクドナルド（英語版） - Crush
- ペニー・ベイカー - Charity
- タウニー・フェア (Tawny Fere) - Faith
- ラジェナ・ハート (LaGena Hart) - Hope
- マック・ドライデン (Mack Dryden) - Fred
- ジェイミー・アルクロフト（英語版） - Bob
- リッチ・ホール（英語版） - Slaughter Buzzárd
- ゲイル・ニーリー (Gail Neely) - Officer Gretchen
- ケヴィン・ポラック - Officer Quinn
- ハードボイルド・ハガティ - Awful Abdul
- ボブ・ショット (Bob Schott) - Bad Boris
- ピーター・ピトフスキー (Peter Pitofsky) - Toxic Werewolf
- グレッグ・トラヴィス（英語版） - 2nd Toxic Man
- トミー・スレッジ (Tommy Sledge) - Private Eye
- クリストファー・ケアリー (Christopher Cary) - Chuck
- ルディ・デ・ルカ（英語版） - Money Counter

## 懸賞企画
プロデューサーのディノ・デ・ラウレンティースは、ニューヨークを訪問した際に行列を作って並んでいる人々を見て、映画を観るために並んでいるのだろうと思ったときに、本作のアイデアを着想した。同行者は、デ・ラウレンティースに、実際には宝くじの行列だと告げた。
グラッド・バッグは、この映画の公開に合わせて、ステークス方式の懸賞金を提供した。同社は、応募用紙を無料で配布し、観客はこの用紙に、映画の中で示された手がかりを踏まえて、最後の百万ドルがどこに隠されたかの答えを書き込んで応募できるようにした。デ・ラウレンティース箱の映画について次のように述べた。
本作は実に内容豊富なコメディで、カーチェイスもあり、12歳から24歳くらいの若い映画愛好者向けに作られています。懸賞によって、さらに多くの人々、つまり、さほど頻繁には映画を観ない人々で、映画を観ることよりも百万ドルの賞金に関心をもつという層へも訴求することができるようになりますし、そうした人々というのは、グラッド・バッグを使うような、年に1回か2回しか映画に行かない主婦たちでもあるわけです。
デ・ラウレンティースには、本作が大ヒットすることを見込んでいたのだが、本作はヒットしなかった。懸賞の当選者は、盗まれた現金は自由の女神像の鼻柱 (bridge of the nose) に隠されたと正解した、カリフォルニア州ベーカーズフィールドに住んでいた当時14歳のアレシア・レニー・ジョーンズ (Alesia Lenae Jones) となった。同じように正解にたどり着いた応募者は何千人もいたが、抽選によって彼女が選ばれた。

## 評価
『おかしなおかしな成金大作戦』は、興行的な失敗作であり、1000万ドルの制作費に対して、989,033ドルしか売り上げなかった。
批評家の評価も否定的なものとなった。6件のレビューに基づいた Rotten Tomatoes のレーティングは 0% である。